# TT258
La tombe thébaine TT 258 est située à El-Khokha, dans la nécropole thébaine, sur la rive ouest du Nil, face à Louxor en Égypte.
C'est la tombe d'un dénommé Menkhéper, enfant du Kep, scribe royal de la maison des enfants royaux, vivant sous le règne de Thoutmôsis IV.